# Lumbricus terrestris
Lumbricus terrestris és un gran cuc de terra natiu d'Europa, però actualment àmpliament distribuït a tot el món per la introducció que n'han fet els humans. En alguns llocs on ha estat introduït es considera una espècie invasora i nociva perquè fa la competència als cucs terrestres natius.
A gran part d'Europa aquesta és l'espècie de cuc de terra més comuna. Típicament arriba a fer de 20 a 25 cm de llargada. Té l'inusual hàbit de copular a la superfície del sòl de nit cosa que el fa molt més visible que altres cucs de terra. A més amb freqüència se'l veu a la superfície del sòl. És el tipus de cuc que s'estudia en les classes de biologia de tot el món, fins i tot en aquells llocs on aquesta espècie no existeix pas.

## Biologia
Lumbricus terrestris és un cuc anècic és a dir, forma canals profunds temporals subterranis i va cap a la superfície per alimentar-se. Normalment menja vegetals però també es pot alimentar d'insectes morts i d'excrements. En captivitat viu fins a 6 anys i se suposa que en llibertat viu de 4 a 8 anys.